# Morti nel 1976/Aprile
| Questa pagina contiene informazioni ricavate automaticamente dalle voci biografiche con l'ausilio del template Bio e di un bot. L'aggiornamento è periodico e automatico e ricostruisce completamente la pagina. Se manca una persona in questa lista, sei pregato di non aggiungerla, ma accertati piuttosto che la sua voce biografica contenga il template Bio e che i dati anagrafici siano correttamente compilati. Se il template Bio manca, inseriscilo tu stesso o, in alternativa, metti l'avviso {{tmp\|Bio}} che ne segnala la mancanza. Se i dati riportati sono sbagliati, correggi direttamente la voce biografica; le modifiche saranno visibili in questa lista entro pochi giorni. Per chiarimenti vedi il progetto biografie. La lista contiene solo le 100 persone che sono citate nell'enciclopedia e per le quali è stato implementato correttamente il template Bio. Pagina aggiornata al 3 mar 2024. |

- 1º aprile - David Blair, danzatore britannico (n. 1932)
- 1º aprile - Max Ernst, pittore e scultore tedesco (n. 1891)
- 1º aprile - Giorgio Nissim, antifascista italiano (n. 1908)
- 1º aprile - Roger Rivière, ciclista su strada e pistard francese (n. 1936)
- 2 aprile - Taos Amrouche, scrittrice e cantante berbera (n. 1913)
- 2 aprile - Carlo Grano, cardinale italiano (n. 1887)
- 2 aprile - Rolando Quadri, giurista italiano (n. 1907)
- 2 aprile - Ray Teal, attore statunitense (n. 1902)
- 3 aprile - Reg Allen, calciatore inglese (n. 1919)
- 3 aprile - Francesco Cattalinich, canottiere italiano (n. 1891)
- 4 aprile - Harry Nyquist, fisico svedese (n. 1889)
- 5 aprile - Desdemona Balistrieri, attrice italiana (n. 1889)
- 5 aprile - Howard Hughes, aviatore, regista e produttore cinematografico statunitense (n. 1905)
- 5 aprile - Wilder Penfield, neurologo canadese (n. 1891)
- 5 aprile - Harry Wyld, pistard britannico (n. 1900)
- 6 aprile - Cesare Mastrella, funzionario e truffatore italiano (n. 1914)
- 6 aprile - René Maupré, attore francese (n. 1888)
- 7 aprile - Lorenzo Bessone, missionario e vescovo cattolico italiano (n. 1904)
- 7 aprile - Jimmy Garrison, contrabbassista statunitense (n. 1933)
- 7 aprile - Abraham Tokazier, velocista finlandese (n. 1909)
- 8 aprile - Giuseppe Brotzu, medico, farmacologo e politico italiano (n. 1895)
- 8 aprile - Donald Byrne, scacchista statunitense (n. 1930)
- 8 aprile - Berardo Frisoni, calciatore italiano (n. 1904)
- 8 aprile - Justin McCarthy, hockeista su ghiaccio statunitense (n. 1899)
- 9 aprile - Saneatsu Mushanokōji, scrittore giapponese (n. 1885)
- 9 aprile - Phil Ochs, cantautore statunitense (n. 1940)
- 9 aprile - Renato Petronio, canottiere italiano (n. 1891)
- 10 aprile - Karl William Kapp, economista tedesco (n. 1910)
- 10 aprile - Enrico Mainardi, violoncellista e compositore italiano (n. 1897)
- 10 aprile - Eugenio Negri, calciatore italiano (n. 1899)
- 10 aprile - Ramón Otero Pedrayo, scrittore e politico spagnolo (n. 1888)
- 11 aprile - Onorato Bonzani, calciatore e allenatore di calcio italiano (n. 1900)
- 11 aprile - Maurice Depaepe, calciatore francese (n. 1899)
- 11 aprile - Liam Dunn, attore statunitense (n. 1916)
- 11 aprile - Mario Napoli, archeologo italiano (n. 1915)
- 11 aprile - Gerhard Thurow, pilota motociclistico tedesco (n. 1934)
- 12 aprile - Miriam Cooper, attrice statunitense (n. 1891)
- 12 aprile - Paul Ford, attore statunitense (n. 1901)
- 13 aprile - Esteban Arrizabalo, calciatore spagnolo (n. 1910)
- 13 aprile - Gustave Danneels, ciclista su strada e pistard belga (n. 1913)
- 13 aprile - Traugott Herr, generale tedesco (n. 1890)
- 13 aprile - Marja Kubašec, scrittrice tedesca (n. 1890)
- 13 aprile - Giuseppe Zampieri, politico italiano (n. 1893)
- 14 aprile - Zuzu Angel, stilista brasiliana (n. 1921)
- 14 aprile - William H. Hastie, avvocato, giudice e attivista statunitense (n. 1904)
- 14 aprile - Rudolph Loewenstein, psicanalista polacco (n. 1898)
- 14 aprile - Mariano Ospina Pérez, politico colombiano (n. 1891)
- 14 aprile - Maudie Prickett, attrice statunitense (n. 1914)
- 15 aprile - Nicola Conte, militare e marinaio italiano (n. 1920)
- 15 aprile - David Elazar, generale jugoslavo (n. 1925)
- 15 aprile - John Fox Watson, calciatore scozzese (n. 1917)
- 15 aprile - Furio Franceschini, compositore, direttore d'orchestra e organista italiano (n. 1880)
- 15 aprile - Carlo Gatto, ingegnere e imprenditore italiano (n. 1874)
- 16 aprile - Ján Arpáš, calciatore cecoslovacco (n. 1917)
- 16 aprile - Nora Ricci, attrice italiana (n. 1924)
- 17 aprile - Allardyce Nicoll, storico della letteratura inglese (n. 1894)
- 17 aprile - Franco Restivo, politico italiano (n. 1911)
- 17 aprile - Lavinio Virgili, musicologo, compositore e direttore di coro italiano (n. 1902)
- 17 aprile - Irvin Willat, regista, sceneggiatore e direttore della fotografia statunitense (n. 1890)
- 18 aprile - Henrik Carl Peter Dam, biochimico e fisiologo danese (n. 1895)
- 18 aprile - Marcel Mennesson, ingegnere e inventore francese (n. 1884)
- 19 aprile - Lino Andreotti, alpinista e politico italiano (n. 1915)
- 19 aprile - Roberta Jonay, attrice e ballerina statunitense (n. 1921)
- 20 aprile - Joseph Augustin Hagendorens, missionario e vescovo cattolico belga (n. 1894)
- 21 aprile - Rinaldo Beretta, presbitero e storico italiano (n. 1875)
- 21 aprile - Paride Pasqualetto, calciatore italiano (n. 1901)
- 22 aprile - Melchiorre Bega, architetto e designer italiano (n. 1898)
- 22 aprile - Joseph Kirpes, calciatore lussemburghese (n. 1906)
- 22 aprile - Ivan Ljudnikov, generale sovietico (n. 1902)
- 22 aprile - Colin MacInnes, scrittore e giornalista britannico (n. 1914)
- 23 aprile - James Flavin, attore statunitense (n. 1906)
- 23 aprile - Ferdinand Le Drogo, ciclista su strada e pistard francese (n. 1903)
- 23 aprile - Karl Schäfer, pattinatore artistico su ghiaccio e nuotatore austriaco (n. 1909)
- 23 aprile - Frederick Steele, calciatore e allenatore di calcio inglese (n. 1916)
- 23 aprile - Renata Viganò, scrittrice, poetessa e partigiana italiana (n. 1900)
- 23 aprile - Sergej Matveevič Štemenko, generale sovietico (n. 1907)
- 24 aprile - Léonide Moguy, regista e sceneggiatore francese (n. 1900)
- 24 aprile - Arvid Noe, marinaio norvegese (n. 1946)
- 24 aprile - Santo Santonocito, compositore e direttore d'orchestra italiano (n. 1887)
- 24 aprile - Gherardo Taddia, politico italiano (n. 1894)
- 24 aprile - Mark Tobey, pittore statunitense (n. 1890)
- 25 aprile - Enzo Ferné, politico italiano (n. 1890)
- 25 aprile - Carol Reed, regista e produttore cinematografico britannico (n. 1906)
- 26 aprile - Carl Boyer, matematico e saggista statunitense (n. 1906)
- 26 aprile - Andrej Antonovič Grečko, generale e politico sovietico (n. 1903)
- 27 aprile - Piero Bottaro, calciatore italiano (n. 1904)
- 27 aprile - Georgij Samojlovič Isserson, generale sovietico (n. 1899)
- 27 aprile - Carlos Villarías, attore spagnolo (n. 1892)
- 28 aprile - Jürgen Bartsch, serial killer tedesco (n. 1946)
- 28 aprile - Girolamo Bellavista, giurista e politico italiano (n. 1908)
- 28 aprile - Roberto Fantuzzi, pittore italiano (n. 1899)
- 28 aprile - Hilde Hildebrand, attrice, cantante e ballerina tedesca (n. 1897)
- 28 aprile - Richard Hughes, scrittore e poeta britannico (n. 1900)
- 28 aprile - Ugo Luccichenti, ingegnere e architetto italiano (n. 1899)
- 28 aprile - Walther von Seydlitz-Kurzbach, generale tedesco (n. 1888)
- 28 aprile - Krit Srivara, generale e politico thailandese (n. 1914)
- 28 aprile - Joaquín Sáenz y Arriaga, presbitero, teologo e scrittore messicano (n. 1899)
- 29 aprile - Johan Willem Beyen, politico olandese (n. 1897)
- 30 aprile - James Crawford, calciatore scozzese (n. 1904)
- 30 aprile - Milly Reuter, discobola e golfista tedesca (n. 1904)